# Proroblemma
Proroblemma is een geslacht van vlinders van de familie Uilen (Noctuidae), uit de onderfamilie Acontiinae.

## Soorten
- P. caieta Schaus
- P. cupreispila Dyar, 1914
- P. philogonia Dyar, 1914
- P. polystriga Hampson, 1910
- P. porphyrea Dyar, 1914
- P. rosea Schaus, 1911
- P. stictopteris Butler, 1881
- P. testa Barnes & McDunnough, 1913